# Micheldorf (Karyntia)
Micheldorf – gmina w Austrii, w kraju związkowym Karyntia, w powiecie Sankt Veit an der Glan. Według Austriackiego Urzędu Statystycznego liczyła 1052 mieszkańców (1 stycznia 2015).

## Współpraca
Miejscowości partnerskie:
- Micheldorf in Oberösterreich, Górna Austria
- Villesse, Włochy